# Dead Island
Dead Island ist ein von Techland entwickeltes Open-World-Action-Survival-Horror-Spiel das am 6. September 2011 über Deep Silver in der internationalen Version veröffentlicht wurde. In Deutschland wurde das Spiel aufgrund der damals drohenden und später erfolgten Indizierung zunächst nicht veröffentlicht. Im Januar 2019 wurde es jedoch in der Definitive Edition vom Index entfernt und wurde am 9. April 2019 in Deutschland veröffentlicht.
Bis zum Februar 2013 wurden über fünf Millionen Exemplare des Spiels verkauft.

## Handlung
Der Spieler, dessen Charakter am Anfang des Spiels aus einer Auswahl von vier möglichen Kandidaten (alle mit verschiedenen Biografien und Fähigkeiten) ausgewählt wird, befindet sich auf der fiktiven Urlaubsinsel Banoi in Papua-Neuguinea auf einer Party, als eine Zombie-Epidemie ausbricht. Das Spiel beginnt am Morgen darauf im eigenen Hotelzimmer, in dem der Charakter schließlich aufwacht und ein verlassenes, verwüstetes Hotel vorfindet. Nun muss er sich einen Weg durch Horden von in Zombies verwandelten ehemaligen Urlaubsgästen und ehemals auf der Insel Beschäftigten kämpfen. Die vier Hauptfiguren stellen sich dabei als immun gegen das Zombievirus heraus. Häufig trifft der Spieler auf weitere Überlebende, die dem Spieler verschiedenste Aufgaben erteilen, wie beispielsweise vermisste Angehörige, Medikamente oder Nahrungsmittel zu finden.
Bereits zu Anfang wird der Spieler von einem Unbekannten via Funk kontaktiert, der ihm hilfreiche Hinweise gibt. Nachdem der Spieler mehreren Gruppen von Menschen am Hotelstrand geholfen hat, bricht er in die nahe Stadt auf. Von dort geht es schließlich unter Anleitung des Unbekannten per Boot weiter in den Dschungel, wo sich ein Forschungslabor befindet. Dort wird vermeintlich an einem Antivirus geforscht. Es stellt sich heraus, dass der Unbekannte am Funkgerät Ryder White heißt und auf einer Gefängnisinsel vor der Küste sitzt. Seine Frau ist an dem Zombievirus erkrankt. Mit Hilfe der Ureinwohner Banois kann ein Serum gegen das Virus hergestellt werden, das Labor wird jedoch von Zombies überrannt. Der Spieler gelangt schließlich per Boot zur Gefängnisinsel, die ebenfalls teilweise von Zombies bevölkert wird. White stiehlt dem Spieler das Serum und will per Hubschrauber entkommen, um die Insel und damit die Seuche danach durch das Militär durch einen Atombombenabwurf einäschern zu lassen. Als der Spieler White schließlich in letzter Sekunde stellt, injiziert sich dieser das Serum und mutiert dadurch zu einer Zombiekreatur. Er wird vom Spieler getötet und die Gruppe entkommt in Whites Helikopter. Die Insel bleibt unter Militärquarantäne.

## Inhalt
Die Handlung ist im Rahmen der tropischen Urlaubsinsel, auf der sich zahlreiche untote Gäste und andere Gegner aufhalten. Der Spieler kann viele Gegenstände auf der Insel als Waffen nutzen (z. B. Paddel, Brechstangen, Baseballschläger, Holzplanken, Rohre und Rohrzangen, Messer, Macheten und vieles weitere). Diese können auch geworfen werden.
Dead Island hat viele RPG-Elemente, beispielsweise kann man seine Waffen reparieren, verbessern oder aus verschiedenen Gegenständen neue Waffen zusammenbauen (z. B. eine Machete mit Elektroschocker, einen brennenden Schlagstock) oder auch Bomben basteln. Das Bewältigen von Aufgaben (sog. Quests), welche von verschiedenen Überlebenden gestellt werden, wird sowohl mit Erfahrungspunkten als auch teilweise mit neuen Bauanleitungen oder Waffen belohnt. Es gibt Hauptquests und Nebenquests. Das Töten von Zombies bringt ebenfalls Erfahrungspunkte. Es gibt ein Level-System, welches 60 Level beinhaltet – nach jedem Levelaufstieg kann der Spieler seine Fähigkeiten (wie z. B. Waffenstärke oder spezielle Kampfbewegungen) verbessern.
Im Spiel vorhanden sind außerdem Autos, welche vom Spieler gefahren werden können und über eine Ladefläche verfügen, auf der Gegenstände (wie z. B. Gasflaschen oder Benzinkanister) befördert werden können.
Die Spielwelt von Dead Island funktioniert nach dem Open-World-Prinzip, d. h. man kann von Anfang an zu vielen Orten gehen bzw. fahren. Manche Orte (wie Bunker) kann man allerdings nur missionsbedingt betreten. Im Laufe des Spiels werden noch weitere Gebiete freigeschaltet. Diese Areale stellen die Kapitel („Acts“) von Dead Island dar. Act I spielt im „Resort“ (einem Hotel- und Bungalow-Komplex, der idyllisch am Strand liegt). Act II spielt in den nahe gelegenen Slums der Stadt. Act III spielt im Dschungel und IV auf einer Gefängnisinsel.

### Multiplayer
Dead Island verfügt über einen Koop-Modus, welcher online (je nach Plattform via Steam, Xbox Live oder PlayStation Network) oder per LAN mit bis zu 4 Spielern genutzt werden kann. Das besondere dabei ist, dass Spieler jederzeit in den Coop-Modus eines anderen Spielers ein- und aussteigen können. Der Spieler kann also ein Coop-Spiel alleine starten und auch alleine Missionen starten und beenden, wenn sich ein passender Spieler in der Nähe auf der Spielwelt aufhält, kann dieser aber jederzeit dem Spiel beitreten.
Wird im Coop-Mode eine Mission erfolgreich beendet, bekommen alle Spieler die gleiche Belohnung, die jeder getrennt bei dem (NPC-)Auftraggeber abholen muss. So wird verhindert, dass sich ein Spieler alle guten Belohnungen nimmt und andere Beteiligte leer ausgehen.

## Technik
Das Spiel läuft mit der Chrome Engine 5, durch welche unter anderem die detaillierten Verletzungen der Zombies (z. B. Beinbrüche, Enthauptungen etc.) möglich werden.

## Entwicklung
Das Spiel wurde von Techland entwickelt, und von dem Publisher Deep Silver veröffentlicht. Eigentlich sollte es bereits 2008 auf dem Markt erscheinen, doch der Termin wurde aufgrund diverser Entwicklungshürden auf den 6. September 2011 (USA) verschoben.

## Verkaufsversionen
Die Pre-Order Edition des Spiels beinhaltet den „Ripper“-DLC, den „Bloodbath-Arena“-DLC und die Gehirnwellenbombe. Diese Inhalte können jedoch auch später für einen Aufpreis erworben werden.
Der österreichische Onlineshop GamesOnly verkaufte exklusiv eine auf 5.000 Stück limitierte Sonderausgabe des Spiels, die sogenannte Red Edition, die neben der Spiele-DVD und den Pre-Order-DLCs noch ein Steelcase sowie eine Blutbad-Tasche und ein Blutbad-Handtuch beinhaltete.

## Fortsetzung
Zuerst gab Techland im November 2011 bekannt eine Fortsetzung mit dem Namen Dead World zu planen. Doch diese Spekulationen wurden 2012 auf der Electronic Entertainment Expo (E3) dementiert. Dort hatten Techland und Deep Silver nun offiziell bestätigt, dass der Nachfolger Dead Island: Riptide (engl. für »Reißende Strömung«) heißen wird. Am 18. September 2012 veröffentlichten Deep Silver und Techland auf der offiziellen Website des Nachfolgers und auf YouTube den ersten offiziellen Trailer zu Dead Island Riptide, nachdem dort bereits im August 2012 ein Teaser und einige Ingame-Screenshots veröffentlicht wurden.
Auf der E3 2014 im Juni 2014 kündigte Publisher Deep Silver die Fortsetzung Dead Island 2 an, die bei dem deutschen Entwicklerstudio Yager Development in Arbeit war, allerdings entzog im Juli 2015 der Publisher Deep Silver dem Entwicklungsstudio wieder die Zuständigkeit. Als Grund wurden Differenzen in den Vorstellungen des Spiels angegeben.
Das Open-World-Spiel basiert auf der Unreal Engine 4 und sollte ursprünglich Anfang 2016 für den PC, Xbox One und die PlayStation 4 erscheinen. Dead Island 2 erschien am 21. April 2023 auf PC, Xbox Series X und PlayStation 5.

## Roman zum Spiel
- Dead Island: Der offizielle Roman von Mark Morris, Panini Verlag, 2012, ISBN 978-3-8332-2448-5.

## Verfilmung
Am 27. September 2011 wurde bekannt, dass sich Lions Gate Entertainment die Filmrechte an Dead Island gesichert hat. Der Film soll zwar auf dem Spiel basieren, doch in der Handlung soll es sich um die Familie aus dem im Februar erschienenen Trailer des Spiels drehen. Als Produzent agiert Sean Daniel.

## Trivia
Das Videospiel war maßgeblicher Gegenstand der BGH Verhandlung zum Thema Access Sperren in Deutschland. Dabei handelt es sich um eine durch den Internetprovider zu sperrende Website, die mutmaßlich Urheberrechtsverstöße ermöglicht.